# 蒙 (夏朗德省)
蒙是法国夏朗德省的一个市镇，位于该省西北部，属于干邑区。该市镇总面积20.11平方公里，2009年时的人口为247人。

## 人口
蒙（Mons）人口变化图示